# Syncallia
Syncallia är ett släkte av fjärilar. Syncallia ingår i familjen spinnmalar.
Kladogram enligt Catalogue of Life:
| Syncallia | \| \| Syncallia carteri \| \| \| \| \| \| Syncallia stellata \| \| \| \| |
|           | \| \| Syncallia carteri \| \| \| \| \| \| Syncallia stellata \| \| \| \| |
|           | Syncallia carteri                                                        |
|           |                                                                          |
|           | Syncallia stellata                                                       |
|           |                                                                          |